# Bunny Wailer
Pour les articles homonymes, voir Wailer, Riley et Livingston.
Neville O'Riley Livingston, dit Bunny Wailer, né le 10 avril 1947 à Nine Miles et mort le 2 mars 2021 à Kingston, est un auteur-compositeur-interprète jamaïcain.
Il est l'un des membres fondateurs du groupe The Wailers, avec Bob Marley et Peter Tosh. Il chante, compose et joue des percussions nyabinghi. Il quitte le groupe des Wailers en 1974, afin de poursuivre une carrière solo.

## Biographie

### Jeunesse
Neville Livingston grandit dans un village de la paroisse de Saint Ann où il fait la connaissance de Bob Marley, son aîné de deux ans, qui devient l'un de ses amis d'enfance. En 1952, leurs deux familles s'installent à Kingston, dans le quartier de Trenchtown. Chez le chanteur Joe Higgs, qui initie à la musique les jeunes du quartier, ils rencontrent Peter Tosh et Junior Braithwaite,.

### The Wailers
En 1963, ils forment The Juveniles. Le groupe pratique le ska et le rocksteady, des genres musicaux qui donnent naissance au reggae. La formation est rebaptisée à plusieurs reprises, avant d'adopter le nom The Wailers,. Ils se font connaître du public jamaïcain en 1964 avec un premier hit, le single Simmer Down (en), produit par Coxsone Dodd. Bunny Wailer participe à l'enregistrement des albums du groupe, dont Catch a Fire et Burnin' en 1973, mais il compose moins que les deux autres membres fondateurs et son importance au sein du groupe s'amenuise. Alors que les Wailers connaissent un début de succès au niveau international, il s'efforce de suivre les préceptes du mouvement rastafari et hésite à suivre la formation lors des tournées à l'étranger,.

### Carrière solo
Bunny Wailer quitte les Wailers en 1974. Il est bientôt suivi par Peter Tosh, qui se lance lui aussi dans une carrière solo. Le premier album solo de Wailer, Blackheart Man, paraît en 1976. Le chanteur, qui quitte rarement la Jamaïque, attend 1986 pour entreprendre sa première tournée internationale. Ses disques se vendent moins que ceux de Tosh et Marley, ce qui fait de lui le musicien le plus sous-estimé du trio. Néanmoins, ses albums Time Will Tell: A Tribute to Bob Marley et Hall of Fame: Tribute to Bob Marley's 50th Anniversary reçoivent un Grammy, respectivement en 1990 et 1995.
Bunny Wailer a été invité en guest star sur l'album True Love de Toots and the Maytals, qui a gagné le Grammy du meilleur album reggae en 2004, et qui inclut de nombreux musiciens notables dont Willie Nelson, Eric Clapton, Jeff Beck, Trey Anastasio, Gwen Stefani / No Doubt, Ben Harper, Bonnie Raitt, Manu Chao, The Roots, Ryan Adams, Keith Richards, Toots Hibbert, Paul Douglas, Jackie Jackson, Ken Boothe, et The Skatalites.
Durant les années 2000, il se produit sur scène avec Stephen et Ziggy Marley, les fils de Bob et Rita.

## Style musical et influences
Son style musical allie le ska, le rocksteady, et le reggae original.
Ses influences et celles de ses partenaires sont les radios américaines, le rythm and blues, et les traditions africaines qui ont perduré malgré l'esclavage puis les persécutions policières qui n'ont fait que renforcer et construire l'identité du reggae.
Il s'inscrit dans l'effervescence créative jamaïquaine de son époque, empreinte d'inspiration religieuse et mystique.

## Discographie solo

### Albums
- 1976 : Blackheart Man
- 1977 : Protest
- 1978 : Struggle
- 1978 : Dubd'sco Vol 1
- 1979 : In I Father's House
- 1981 : Dubd'sco Vol 2
- 1981 : Rock'n'Groove
- 1981 : Sings the Wailers
- 1981 : Tribute
- 1982 : Hook Line 'N Sinker
- 1983 : Live !
- 1983 : Roots Radics Rockers Reggae
- 1985 : Marketplace
- 1987 : Rootsman Skanking
- 1987 : Rule Dance Hall
- 1989 : Liberation
- 1990 : Time Will Tell: A Tribute to Bob Marley
- 1990 : Gumption
- 1992 : Dance Massive
- 1993 : Just Be Nice
- 1994 : Crucial Roots Classics
- 1995 : Retrospective
- 1996 : Hall of Fame: A Tribute to Bob Marley
- 1999 : Dubd'sco Volumes 1 & 2
- 2000 : Communication
- 2003 : World Peace
- 2016 : Solomonic Singles 1 - Tread Along 1969-1976
- 2016 : Solomonic Singles 2 - Rise & Shine 1977-1986